# Кос Каб (Конектикат)
Кос Каб (енгл. Cos Cob) насељено је место без административног статуса у америчкој савезној држави Конектикат.

## Демографија
По попису из 2010. године број становника је 6.770.
| Група             | 2000.    | 2010.         |
| Белци             | 0 (0,0%) | 5.418 (80,0%) |
| Афроамериканци    | 0 (0,0%) | 76 (1,1%)     |
| Азијати           | 0 (0,0%) | 613 (9,1%)    |
| Хиспаноамериканци | 0 (0,0%) | 507 (7,5%)    |
| Укупно            | 0        | 6.770         |